# Марсика
Ма̀рсика е историко-географска област в Южна Италия, в административен регион Абруцо. Населението е почти 134.000 жители и площта - 1905,77 km² . Главен неселенен център е град Авецано. Територията се развива около плато Фучино, бившото езеро Лаго Фучино. Името произхожда от племето марси, които са живели в тази област в Античността.

## Административно деление
Географската област Марсика се намира в административен регион Абруцо, провинция Л'Акуила. Територията се дели на 37 общини:
- Авецано
- Айели
- Балсорано
- Бизеня
- Вилавалелонга
- Канистро
- Капистрело
- Кападоча
- Карсоли
- Кастелафиуме
- Колармеле
- Колелонго
- Джоя дей Марси
- Лече ней Марси
- Луко дей Марси
- Маляно де' Марси
- Маса д'Албе
- Морино
- Овиндоли
- Опи
- Орикола
- Ортона дей Марси
- Ортукио
- Перето
- Пескасероли
- Пешина
- Рока ди Боте
- Сан Бенедето дей Марси
- Сан Винченцо Вале Ровето
- Санте Марие
- Скуркола Марсикана
- Талякоцо
- Тразако
- Челано
- Черкио
- Чивита д'Антино
- Чивитела Ровето